# Novo Estádio de Adana
O Novo Estádio de Adana (em turco: Yeni Adana Stadı) é um moderno estádio de futebol localizado na cidade de Adana, na Turquia, inaugurado em 19 de fevereiro de 2021, com capacidade máxima de 33 543 espectadores.
Substituiu o antigo 5 Ocak Stadyumu, construído em 1938, que tinha capacidade para abrigar até 16 523 espectadores. Atualmente, é a casa onde os clubes locais Adanaspor e Adana Demirspor mandam seus jogos oficiais por competições nacionais.

## Histórico
Em 2014, as obras de construção do novo estádio localizado em Sarıçam, distrito situado cerca de 10 km ao norte do centro de Adana, tiveram início. Com o prazo de inauguração previsto para meados de 2016, a data de entrega do estádio foi adiada sucessivas vezes nos anos seguintes. Em outubro de 2018, o progresso da construção alcançou 90%, tendo os trabalhos realizados neste período ficado exclusivamente dedicados à construção do telhado e da fachada, o que contradizia as afirmações oficiais da construtora e dos dirigentes do Ministério dos Esportes da Turquia de que as obras realizadas no canteiro de obras operavam 24 horas por dia em todos os setores no novo estádio. O deputado do partido governista AKP, Jülide Sarıeroğlu, prometeu aos torcedores locais que eles inaugurariam o estádio no início de 2019, mas esse prazo também expirou.
Em janeiro de 2019, com as obras 97% finalizadas, Mustafa Karslıoğlu, presidente da Associação de Empreiteiros Públicos de Adana, declarou à imprensa local que os atrasos  teriam ocorrido devido aos longos prazos de importação de materiais empregados nesta etapa da obra. Em novembro, a cobertura e a fachada externa foram totalmente concluídas, restando a instalação dos assentos das arquibancadas e demais equipamentos do estádio. Em meados de julho, iniciou-se a instalação do gramado híbrido: primeiro as fibras de grama artificial foram fixadas no solo, cobertas com uma fina camada de terra e depois o gramado natural foi plantado por cima.
Com a eclosão da pandemia de COVID-19 na Turquia em 2020, tornou-se improvável que o estádio estivesse pronto para inauguração no início da temporada 2020–21. Segundo cláusulas do contrato mais recente, assinado entre o Ministério dos Esportes da Turquia e a Toplu Konut İdaresi Başkanlığı, construtora responsável pela execução da obra, ficou definido que o prazo final para a conclusão da obra deveria ocorrer obrigatoriamente até o final de 2020. Ficou também acordado entre as partes de que ficaria sob responsabilidade do poder público equipar o novo estádio com os equipamentos faltantes, como alto-falantes, sistema de som e paisagismo via licitação.
Com a conclusão definitiva das obras em dezembro de 2020, a inauguração do estádio ocorreu oficialmente em 19 de fevereiro de 2021 com a partida disputada entre o Adana Demirspor e o Altayspor, que terminou com a vitória do clube visitante por 1–2, em confronto válido pela Segunda Divisão Turca.

## Infraestrutura
O estádio foi originalmente projetado de forma que ficasse o mais harmonizado possível com a paisagem existente em seu entorno. A inclinação do terreno foi levada em consideração, o que acabou por suavizar opticamente seu tamanho. A construção, da fachada ao telhado, apresenta uma estrutura leve em compasso com o clima mediterrâneo da região.
O layout das tribunas é típico de estádios de futebol: os dois setores de arquibancadas encontram-se separadas pelo setor de camarotes e áreas VIPs. O telhado do estádio é oval e se estende muito além das arquibancadas. Sua estrutura é composta por delicadas cordas de aço cobertas por uma membrana branca. Toda a estrutura permite um ar condicionado natural graças à circulação ininterrupta do ar. As qualidades estéticas adicionais do edifício são enfatizadas por uma fachada simples, mas dinâmica, com inúmeras perfurações.
Os assentos dos dois setores de arquibancadas são laranjas, azuis e brancos como um mosaico. No setor superior, os assentos laranjas (a oeste) e azuis (a leste) representam chamas em um fundo branco. Tal escolha de cores deve-se ao fato de que os dois clubes locais irão se revezar na utilização do estádio.
O estádio foi construído em um terreno de 102 000 m² e a área do estádio em si é de 43 000 m². Sua estrutura é dividida em seis pisos, sendo dois deles subterrâneos. O eixo transversal do estádio é de 188 metros e o eixo longitudinal é de 233 metros. A entrada do túnel por onde os jogadores entram e saem do gramado foi estilizada com as cores do Adanaspor e do Adana Demirspor.
No piso inferior onde se encontra o gramado e as arquibancadas, a área social do estádio possui um espaço total de 3 218 m² onde são encontrados restaurantes, praças de alimentação, ambulatório de primeiros socorros, sala de orações e duas piscinas olímpicas para usuários VIPs. Quanto à mobilidade e acessibilidade, o acesso dos torcedores às arquibancadas se dá por meio de 10 elevadores, 2 escadas rolantes e 104 catracas em todo o estádio. Há um estacionamento aberto para 1 444 veículos em seus arredores.

## Galeria de fotos

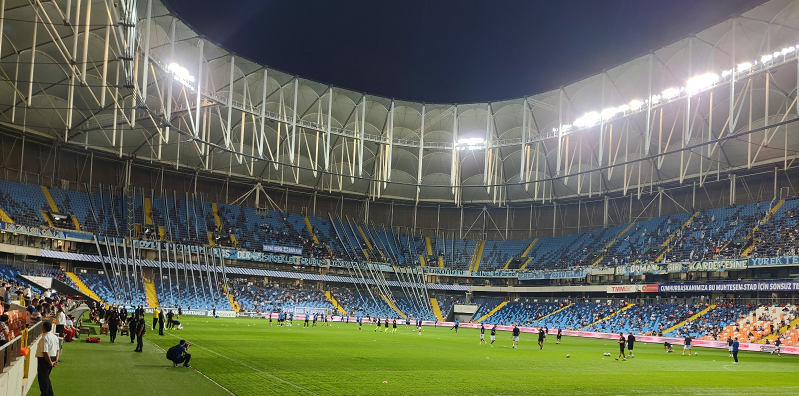
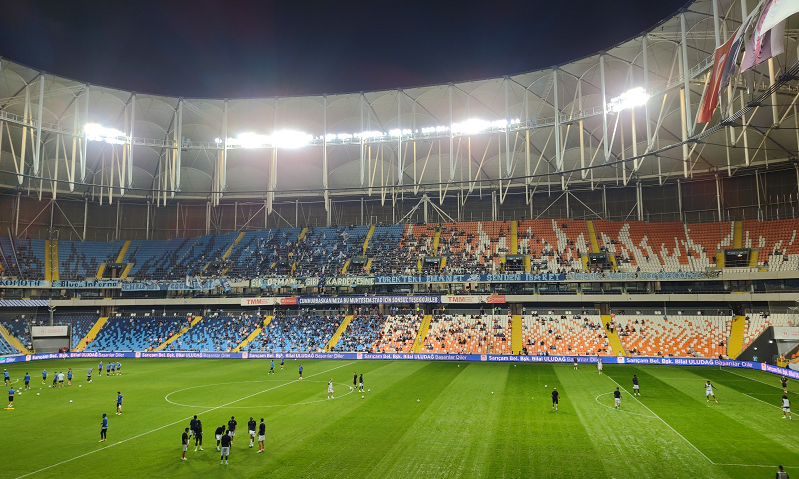
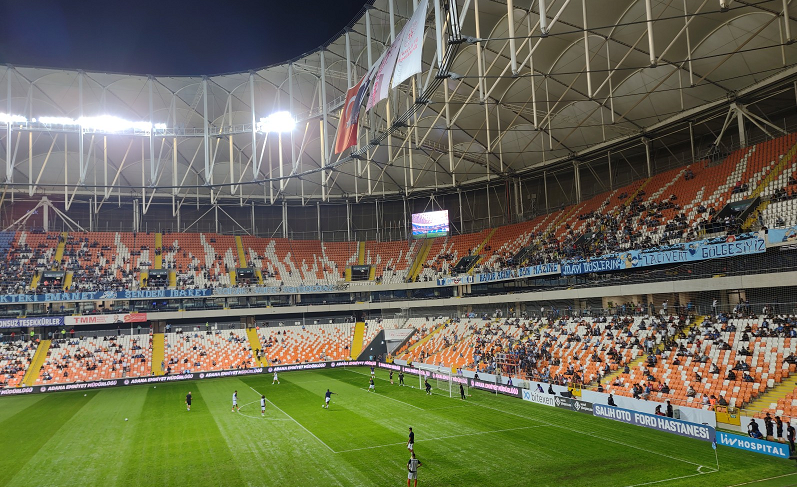